# Ritter Baha’u’llahs
Die Ritter Baha’u’llahs wurden von Shoghi Effendi, dem Hüter der Bahai-Religion, ernannt. Shoghi Effendi verlieh diesen Titel an Bahai, die innerhalb des Zehn-Jahres-Planes neue Länder für den Glauben erschlossen haben. Er erstellte eine Ehrenliste aller Ritter Baha’u’llahs, die in der Nacht zum 29. Mai 1992, dem 100sten Todestag Baha’u’llah, von Amatu’l-Baha Ruhiyyih Khanum an der Eingangstür vom Schrein Baha’u’llahs angebracht wurde.